# Brottning vid olympiska sommarspelen 1904

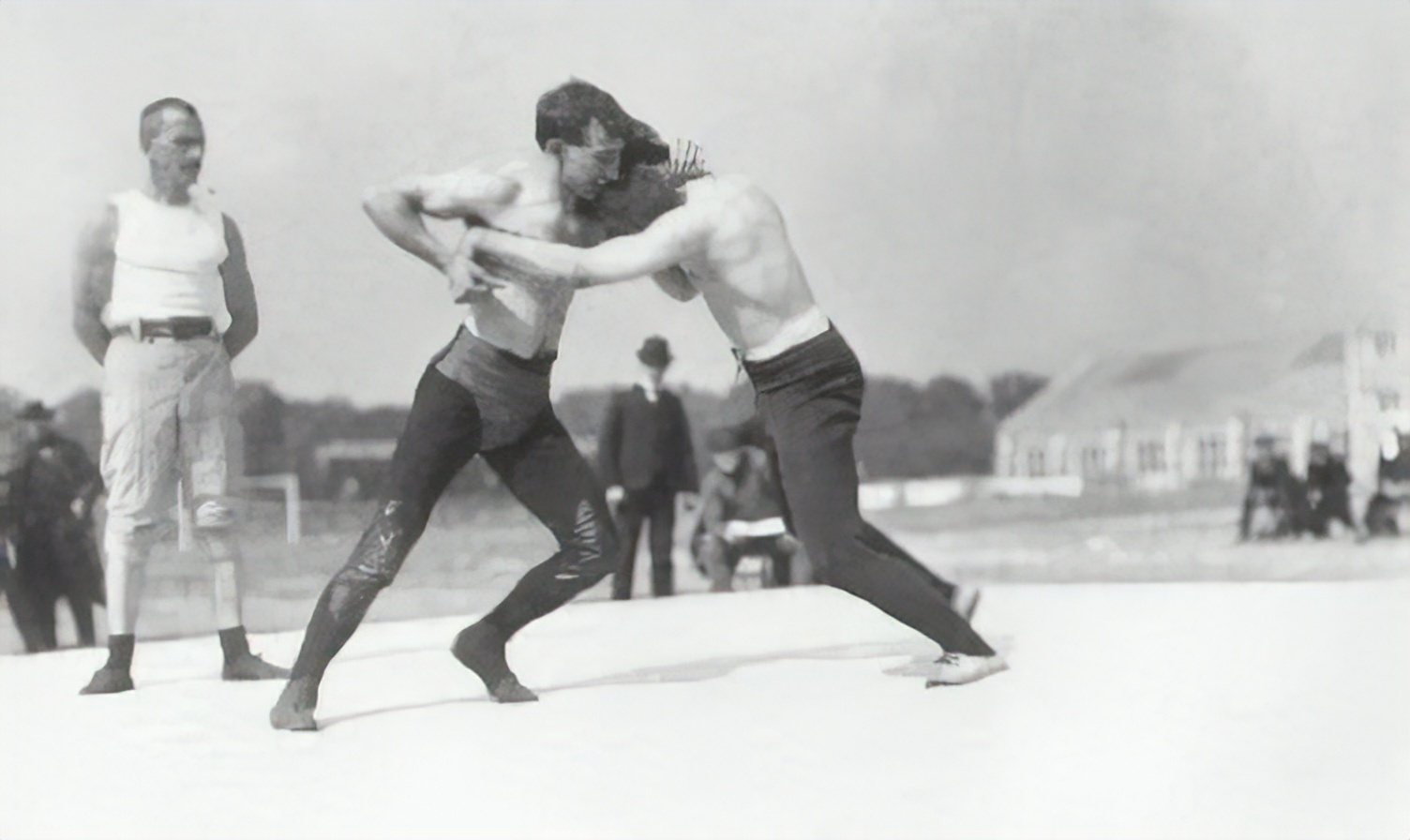
Brottning vid olympiska sommarspelen 1904.

Brottningen vid olympiska sommarspelen 1904 hölls i St Louis och var endast representerad i fristil. Tävlingarna var endast öppna för män, och den enda nationen som skickade deltagare var USA.

## Medaljer

### Medaljsummering
| Plac. | Land | Guld | Silver | Brons | Totalt antal medaljer |
| ----- | ---- | ---- | ------ | ----- | --------------------- |
| 1     | USA  | 7    | 7      | 7     | 21                    |

## Medaljtabell

### Fristil, herrar
| Klass                     | Guld                    | Silver                 | Brons                      |
| Lätt flugvikt Detaljer... | Robert Curry · USA      | John Hein · USA        | Gustav Thiefenthaler · USA |
| Flugvikt Detaljer...      | George Mehnert · USA    | Gustave Bauer · USA    | William Nelson · USA       |
| Bantamvikt Detaljer...    | Isidor Niflot · USA     | August Wester · USA    | Louis Strebler · USA       |
| Fjädervikt Detaljer...    | Benjamin Bradshaw · USA | Theodore McLear · USA  | Charles Clapper · USA      |
| Lättvikt Detaljer...      | Otto Roehm · USA        | Rudolph Tesing · USA   | Albert Zirkel · USA        |
| Weltervikt Detaljer...    | Charles Ericksen · USA  | William Beckmann · USA | Jerry Winholtz · USA       |
| Tungvikt Detaljer...      | Bernhoff Hansen · USA   | Frank Kugler · USA     | Fred Warmbold · USA        |